# Have a Little Faith in Me
"Have a Little Faith in Me" is een nummer van de Amerikaanse muzikant John Hiatt. Het nummer werd uitgebracht op zijn album Bring the Family uit 1987. In mei van dat jaar werd het nummer in de VS en Canada uitgebracht als de tweede en laatste single van het album. In januari 1989 werd het nummer in Europa op single uitgebracht.

## Achtergrond
"Have a Little Faith in Me" is het eerste nummer dat Hiatt schreef nadat hij volledig was afgekickt van zijn drugs- en alcoholverslavingen, wat hem al zijn huwelijk en meerdere contracten bij platenmaatschappijen had gekost. Zijn eerste poging om het nummer op te nemen vond plaats in de studio van een vriend. Deze versie bevatte meer instrumenten dan op de uiteindelijke opname te horen waren. De opname werd echter de hele dag verstoord vanwege technische problemen. De volgende ochtend kreeg Hiatt te horen dat zijn eerste vrouw zelfmoord had gepleegd. Hij nam dit aan als een teken dat het nummer zoals hij het gepland had, niet op die manier moest worden opgenomen. Uiteindelijk werd het nummer uitgebracht in een veel simpelere versie, waarop Hiatt alleen wordt begeleid door zijn eigen piano.
Hiatt bracht "Have a Little Faith in Me" oorspronkelijk in mei 1987 in de VS en Canada uit op single, maar het werd geen hit. In januari 1989 werd de single uitgebracht in Europa (o.a. Nederland en Vlaanderen). 
In Nederland was de plaat op zondag 12 maart 1989 de 265e Speciale Aanbieding bij de KRO op Radio 3 en werd een radiohit in de destijds twee hitlijsten op de nationale publieke popzender. De plaat bereikte de 11e positie in de Nederlandse Top 40 en de 14e positie in de Nationale Hitparade Top 100. 
In België bereikte de plaat de 24e positie in de Vlaamse Radio 2 Top 30 en de 29e positie in de voorloper van de Vlaamse Ultratop 50. 
De plaat werd gebruikt in de films Look Who's Talking Now (1993), Benny & Joon (1993), The Theory of Flight (1998), Cake (2005), My Best Friend's Girl (2008), Love Happens (2009) en Father Figures (2017). Het nummer is gecoverd door onder meer Bill Frisell, Joe Cocker, Jewel, Ilse DeLange, Mandy Moore, Charly Luske, Jon Bon Jovi in samenwerking met Lea Michele en Maisy Stella met Will Chase voor de televisieserie Nashville.
Sinds de eerste editie in december 1999, staat de plaat steevast genoteerd in de jaarlijkse NPO Radio 2 Top 2000 van de Nederlandse publieke radiozender NPO Radio 2.

## Hitnoteringen

### Nederlandse Top 40
| Hitnotering: 01-04-1989 t/m 13-05-1989 | Hitnotering: 01-04-1989 t/m 13-05-1989 | Hitnotering: 01-04-1989 t/m 13-05-1989 | Hitnotering: 01-04-1989 t/m 13-05-1989 | Hitnotering: 01-04-1989 t/m 13-05-1989 | Hitnotering: 01-04-1989 t/m 13-05-1989 | Hitnotering: 01-04-1989 t/m 13-05-1989 | Hitnotering: 01-04-1989 t/m 13-05-1989 | Hitnotering: 01-04-1989 t/m 13-05-1989 |
| Week                                   | 1                                      | 2                                      | 3                                      | 4                                      | 5                                      | 6                                      | 7                                      |                                        |
| -------------------------------------- | -------------------------------------- | -------------------------------------- | -------------------------------------- | -------------------------------------- | -------------------------------------- | -------------------------------------- | -------------------------------------- | -------------------------------------- |
| Positie                                | 24                                     | 16                                     | 11                                     | 11                                     | 15                                     | 24                                     | 36                                     | uit                                    |

### Nationale Hitparade Top 100
| Hitnotering: 18-03-1989 t/m 10-06-1989 | Hitnotering: 18-03-1989 t/m 10-06-1989 | Hitnotering: 18-03-1989 t/m 10-06-1989 | Hitnotering: 18-03-1989 t/m 10-06-1989 | Hitnotering: 18-03-1989 t/m 10-06-1989 | Hitnotering: 18-03-1989 t/m 10-06-1989 | Hitnotering: 18-03-1989 t/m 10-06-1989 | Hitnotering: 18-03-1989 t/m 10-06-1989 | Hitnotering: 18-03-1989 t/m 10-06-1989 | Hitnotering: 18-03-1989 t/m 10-06-1989 | Hitnotering: 18-03-1989 t/m 10-06-1989 | Hitnotering: 18-03-1989 t/m 10-06-1989 | Hitnotering: 18-03-1989 t/m 10-06-1989 | Hitnotering: 18-03-1989 t/m 10-06-1989 | Hitnotering: 18-03-1989 t/m 10-06-1989 |
| Week                                   | 1                                      | 2                                      | 3                                      | 4                                      | 5                                      | 6                                      | 7                                      | 8                                      | 9                                      | 10                                     | 11                                     | 12                                     | 13                                     |                                        |
| -------------------------------------- | -------------------------------------- | -------------------------------------- | -------------------------------------- | -------------------------------------- | -------------------------------------- | -------------------------------------- | -------------------------------------- | -------------------------------------- | -------------------------------------- | -------------------------------------- | -------------------------------------- | -------------------------------------- | -------------------------------------- | -------------------------------------- |
| Positie                                | 81                                     | 58                                     | 34                                     | 22                                     | 16                                     | 14                                     | 22                                     | 37                                     | 46                                     | 58                                     | 69                                     | 82                                     | 93                                     | uit                                    |

### NPO Radio 2 Top 2000
| Nummer met noteringen in de NPO Radio 2 Top 2000 | '99 | '00 | '01 | '02 | '03 | '04 | '05 | '06 | '07 | '08 | '09 | '10 | '11 | '12 | '13 | '14 | '15 | '16 | '17 | '18 | '19  | '20 | '21 | '22  | '23  | '24  |
| ------------------------------------------------ | --- | --- | --- | --- | --- | --- | --- | --- | --- | --- | --- | --- | --- | --- | --- | --- | --- | --- | --- | --- | ---- | --- | --- | ---- | ---- | ---- |
| Have a Little Faith in Me                        | 359 | 424 | 462 | 453 | 360 | 413 | 348 | 426 | 556 | 421 | 638 | 703 | 757 | 524 | 576 | 626 | 568 | 887 | 860 | 945 | 1027 | 956 | 952 | 1132 | 1168 | 1245 |

1. ↑  Een vetgedrukt getal geeft de hoogste notering aan.